# 巴合旦古丽·扎提
巴合旦古丽·扎提（Бағдангүл Зайт 1980年—），新疆吉木乃人，哈萨克族，中华人民共和国政治人物、第十二届全国人民代表大会新疆地区代表。
毕业于石河子职业学校计算机专业。2013年，担任全国人大代表。